# Pseuderos exul
Pseuderos exul là một loài bọ cánh cứng trong họ Cerambycidae.